# Black Moth
Black Moth ist eine englische Stoner-Doom- und Psychedelic-Rock-Band aus Leeds, die im Jahr 2010 gegründet wurde.

## Geschichte
Nachdem im Jahr 2010 die Band The Bacchae von dem Gitarristen Jim Swainson, dem Bassisten Dave Vachon, dem Schlagzeuger Dom McCready und der Sängerin Harriet Bevan gegründet und kurze Zeit später wieder aufgelöst worden war, beschlossen die Mitglieder noch im selben Jahr die Band Black Moth zu gründen. Es folgte die Veröffentlichung der ersten Single The Articulate Dead, ehe ein paar Wochen später eine erste Europatournee folgte. Auf der Tour trat die Band in fünf Städten auf und zerstörte dabei drei Tourbusse. Im August 2012 erschien das Debütalbum The Killing Jar. Das Album erhielt unter anderem eine Rezension im britischen Metal Hammer. Der Veröffentlichung schloss sich eine Tournee durch Großbritannien mit 15 Auftritten an zusammen mit Turbowolf. Zudem spielte die Band unter anderem auf den Reading and Leeds Festivals und dem Download-Festival, spielte zusammen mit Gruppen wie Red Fang, Karma to Burn und Truckfighters und ging zudem auf zwei Touren durch Europa. Im September 2014 folgte das zweite Album Condemned to Hope. Das Album wurde, wie bereits der Vorgänger, von Jim Sclavunos produziert und unter der Leitung von Andy Hawkins aufgenommen. Das Album wurde auch über Nuclear Blast veröffentlicht.

## Stil
Laut laut.de wurde die Band durch Gruppen wie Iggy & the Stooges, Alice Cooper und Black Sabbath beeinflusst und beschrieb die Musik als eine Mischung aus Grunge, Doom Metal und Heavy Metal. Mit dem „schleichenden, jammernden und zugleich drohend forderndem Gesang“ erinnere Black Moth an Gruppen wie Coven und Electric Wizard. The Killing Jar wurde dem Psychedelic Rock zugeordnet. Auch Frank Thiessies vom Metal Hammer bemerkte in seiner Rezension zu The Killing Jar, dass die sehr riff-lastige Musik nach Black Sabbath klinge. Auch der Gesang lasse Parallelen zu Ozzy Osbourne, aber auch Deborah Harry, Shirley Manson und L7 erkennen. Die Riffs klängen wie von Tony Iommi. Die teufelsbezogenen Themen seien laut Thiessies nicht ernst gemeint. Die Musik sei für Leute, die sich fragen würden, „wie Coven geklungen hätten, wenn sie damals Courtney Love als Sängerin verpflichten hätten“. Er ordnete die Musik dem Stoner Rock zu.

## Diskografie
- 2010: The Articulate Dead (Single, Eigenveröffentlichung)
- 2011: Black Moth / XM-3A (Split mit XM-3A, New Heavy Sounds)
- 2012: The Killing Jar (Album, New Heavy Sounds)
- 2013: Savage Dancer / Tree of Woe (Single, Eigenveröffentlichung)
- 2014: Condemned to Hope (Album, New Heavy Sounds)
- 2018: Anatomical Venus (Album, Candlelight Records)